# Primas
Primas, (lat. primas; prvi, prvak) je v Rimskokatoliški cerkvi častni naslov nekaterih nadškofov (npr. v Toledu, Bragi, Armaghu oz. Dublinu, Pragi, Salzburgu, Gnieznu oz. Varšavi, Esztergomu, Lyonu oz. Reimsu, Utrechtu, Bragi ali Tarragoni itd.) ali najvidnejših škofov oziroma nadškofov v pokrajini ali državi (npr. primas Italije, Španije, Irske, Češke, Avstrije, Poljske, Madžarske, Galije oz. Francije, Portugalske oz. Iberije). Nemški primas je bil 798-1802 v Mainzu. Tudi v Anglikanski cerkvi poznajo primasa, nadškofa v Canterburyju.